# Tuastri
Para la región volcánica de Ío (uno de los satélites de Júpiter), véase Tvashtar Paterae.
En la religión védica, Tuastri fue el primer creador y deidad artesana nacido del universo; siendo esta deidad posteriormente desplazada en sus cualidades y funciones por otras deidades del hinduismo.
- tvaṣṭṛ, en el sistema AITS (alfabeto internacional para la transliteración del sánscrito).
- त्वष्टृ, en escritura devanagari del sánscrito.
- Pronunciación: /tuáshtri/.[1]
- Etimología: el término sánscrito tuashtri (o tashtri) es un carpintero, constructor de carros de caballos y cuadrigas, según el Rig-veda 1.61.4, 105.18 y 130.4. El término tashtá significa ‘cortar [madera], mondar, adelgazar [madera]’. Tuashti es una carpintería, según las Leyes de Manu 10.48.[1]

## Apariciones de Tuastri
En el décimo mándala (capítulo) del Rig-veda (el primer texto hinduista, de mediados del I milenio a. C.) y en el himno Púrusha-sukta del Iáyur-veda, su carácter y atributos se fusionan o sincretizan con el concepto de Jiraniagarbha, Prayapati o Brahmá.
A veces Tuastrí es llamado indistintamente Tuastr (cuyo nominativo es Tvaṣṭā).
Tuastri se menciona 65 veces en el Rig-veda y es el más antiguo de los hombres y los animales». Se invoca cuando se desea descendencia, por lo que se le llama garbha-pati (señor del útero).
Fue considerado como el primer constructor divino, y el fabricante de herramientas celestiales (tales como los Astras) ―en especial la lanza vashra de Indra―; pero posteriormente el origen de estas creaciones serían atribuidas a Vishua Karma. Igualmente se le describe como el guardián del jugo de la planta psicotrópica soma
En el Rig-veda, Tuastri también se conoce como RathaKara o ‘fabricante de carros’ (las Vimanas) 
y a veces como Taksha.
El nombre Tvaṣṭṛ (Tuastri) se menciona en el «Tratado de Mitanni», lo que lo establece como una divinidad protoindoiraní.
De acuerdo con el Rig-veda, Tuastri el constructor de carros pertenecía al clan de los bhrigus. 
Según el Rig-veda 8.26.21 es el padre de la diosa Sharaniú, que con el dios Vivasvat tuvo a los gemelos Iama y Iamí, que contradictoriamente también se consideran los primeros seres humanos.
Él es también el padre de VisuaRupa o TríShiras (tres cabezas), que fue asesinado por Indra; en venganza Tuastri creó al terrible dragón Vritrá.
Sorprendentemente se dice que también es el padre de Indra.
En la epopeya del Majábharata (siglo III a. C.) y en el Jari-vamsa, Tuastri es una deidad solar. Se le menciona como hijo de Kashiapa y Aditi, y se dice también que ―como si fuera el dios Brahmá― hizo los Tres Mundos (todos los astros del cielo y la Tierra) con pedazos de Suria (el Sol).
Del mismo modo, como se menciona en el Majábharata, Tuastri el constructor de carros (Rathakara) era hijo de Shukrá (el gurú de los dánavas y daitias), quien era hijo de Varuni Brigu y nieto de Brigu.
Tuastri a veces es identificado con deidades similares, como Savitri, Prayapati, VisuaKarma y Pusan.

## Otros personajes
Tuashta Várutri (‘Tuashtri y su Ayuda’) eran dos sacerdotes asuras, según el Rig-veda 7.34.22.
Son nombrados también en 
el Kapistala-samjitá (VLI.4)
los Káthaka (30.1, como Tuastrish Várutri), y
el Maitraiani-samjitá (4.8.1, como Tuastrish Várutri). 
Tuashtrá es el hijo de Tuashtri, según el Rig-veda 1.117.22 y el Átharva-veda y el Vajasanei-samjitá.
Según el Rig-veda, este hijo sería TríShira.
Tuashtrá también es la energía de Tuashtri, su poder creativo según el Rig-veda 3.7.4 y el Bhágavata-purana 8.11.35.
Las Tuashtrá (‘hijas de Tuashtri’) también serían ciertas diosas menores, según el Tandia-bráhmana 12.5.